# Vladimir Ponomaryov
Vladimir Ponomaryov (Unión Soviética, 10 de agosto de 1952) es un atleta soviético retirado especializado en la prueba de 800 m, en la que consiguió ser medallista de bronce europeo en pista cubierta en 1975.

## Carrera deportiva
En el Campeonato Europeo de Atletismo en Pista Cubierta de 1975 ganó la medalla de bronce en los 800 metros, con un tiempo de 1:50.2 segundos, tras el alemán Gerhard Stolle y el belga Ivo Van Damme.